# Рокінгем (Вермонт)
Рокінгем (англ. Rockingham) — місто (англ. town) в США, в окрузі Віндем штату Вермонт. Населення — 4832 особи (2020).

## Демографія
Згідно з переписом 2010 року, у місті мешкали 5282 особи в 2197 домогосподарствах у складі 1315 родин. Було 2551 помешкання
Расовий склад населення:
| - 95,1 % — білих - 0,7 % — азіатів - 0,6 % — чорних або афроамериканців - 0,2 % — корінних американців - 0,1 % — вихідців з тихоокеанських островів |

До двох чи більше рас належало 2,7 %. Частка іспаномовних становила 1,8 % від усіх жителів.
За віковим діапазоном населення розподілялося таким чином: 22,0 % — особи молодші 18 років, 62,6 % — особи у віці 18—64 років, 15,4 % — особи у віці 65 років та старші. Медіана віку мешканця становила 42,5 року. На 100 осіб жіночої статі у місті припадало 92,5 чоловіків;  на 100 жінок у віці від 18 років та старших — 90,2 чоловіків також старших 18 років.
Середній дохід на одне домашнє господарство  становив 53 922 долари США (медіана — 42 596), а середній дохід на одну сім'ю — 63 181 долар (медіана — 56 121). Медіана доходів становила 41 084 долари для чоловіків та 28 533 долари для жінок. За межею бідності перебувало 21,6 % осіб, у тому числі 30,9 % дітей у віці до 18 років та 12,3 % осіб у віці 65 років та старших.
Цивільне працевлаштоване населення становило 2530 осіб. Основні галузі зайнятості: освіта, охорона здоров'я та соціальна допомога — 26,6 %, роздрібна торгівля — 17,2 %, мистецтво, розваги та відпочинок — 11,7 %, виробництво — 11,6 %.